# بيجو 308
بيجو 308 (بالإنجليزية: Peugeot 308)‏ هي سيارة من صناعة بيجو بدا إنتاج الجيل الأول في سنة 2007 و الجيل الثاني بدا إنتاج في 2013 إلى يومنا هذا
بيجو 308 الجيل الثاني 2014

.